# La sombra chinesca
La sombra chinesca es una novela del escritor belga, radicado en Francia, Georges Simenon escrita en diciembre de 1932 siendo su principal protagonista el comisario Jules Maigret.

## Trama
Un edificio de la parisina Place des Vosges, es el escenario humano donde se desarrolla este libro de Georges Simenon. El comisario Maigret debe escudriñar entre toda una vorágine de sentimientos quién es el asesino de un rico empresario, entre los vecinos está el culpable. De nuevo el trazado sociológico que describe Simenon trasporta a la ciudad de París en los años 1930.
- Datos: Q3204486